# Адамовський Микола Григорович
Мико́ла Григо́рович Адамо́вський (нар. 3 серпня 1947, с. Рачин, Дубенський район, Рівненська обл.) — український учений. Кандидат технічних наук, професор, завідувач кафедри лісопромислового виробництва та лісових доріг, перший проректор Національного лісотехнічного університету України. Заслужений працівник освіти України (1997 р.). Нагороджений Почесною грамотою Кабінету Міністрів України (1999 р.), орденом «За заслуги» III ступеня (2007 р.).

## Життєпис
Народився 3 серпня 1947 року в с. Рачин Дубенського р-ну Рівненської обл. У 1971 р. закінчив з відзнакою Львівський лісотехнічний інститут (тепер — Національний лісотехнічний університет України, м. Львів), за спеціальністю «Машини і механізми лісової і деревообробної промисловості», здобувши кваліфікацію «Інженер-механік».
Кандидат технічних наук за спеціальністю 05.06.02 — Машини і механізми лісозаготівель, лісового господарства. Кандидатська дисертація на тему «Оптимальні режими навантаження несних канатів підвісних лісотранспортних установок з врахуванням приведеної жорсткості системи» захищена в 1984 р. у Львівському лісотехнічному інституті (ЛЛТІ). У 2004 р. присвоєно вчене звання професора по кафедрі лісових машин і доріг Національного лісотехнічного університету України.
Трудову діяльність розпочав робітником Дубенського районного агентства «Союздрук». З 1972 по 1975 рік навчався в аспірантурі при кафедрі будівельної механіки Львівського лісотехнічного інституту. Після закінчення аспірантури працював у інституті: спочатку — завідувачем лабораторії, з 1976 р. — асистентом, з 1988 р. — доцентом. У 1988 р. обирається деканом лісомеханічного факультету ЛЛТІ, з 1993 р. по 2022 р. працював першим проректором з науково-педагогічної роботи, а з 2003 р. — також і завідувачем кафедри лісопромислового виробництва та лісових доріг НЛТУ України.
Професор Адамовський М. Г. здійснював підготовку фахівців з напрямів «Інженерна механіка», «Лісозаготівля» за освітньо-кваліфікаційними рівнями «Бакалавр», «Спеціаліст», «Магістр». Викладає дисципліни «Експлуатація та обслуговування машин і обладнання», «Технічна експлуатація машин та обладнання лісозаготівель і лісового господарства», «Обслуговування і ремонт лісозаготівельного устаткування». Здійснює керівництво аспірантурою.
Професор Адамовський М. Г. є відомим фахівцем в галузі розрахунків і проектування лісотранспортних канатних систем, забезпечення міцності та надійності їх конструктивних елементів.
Професор Адамовський М. Г. є автором понад 120 наукових та навчально-методичних праць, з них чотирьох посібників. Серед них:
- Белая Н. М., Адамовский Н. Г. Обоснование оптимальных значений монтажного натяжения несущих канатов подвесных лесотранспортных установок // Лесн. журн. — 1983. — № 2. — С. 36-42.
- Адамовський Н. Г. Оптимальные режимы нагружения несущих канатов лесотранспортных установок с учетом приведенной жесткости системы. Стальные канаты. Материалы XIV международной научной конференции «Проблемы повышения прочности и надежности стальных канатов». — К.: Техника, 1990. — С. 153–156.
- Адамовський М. Г., Мартинців М. П., Бадера Й. С. Підвісні канатні лісотранспортні системи: Навч. посібник. — К.: ІЗМН, 1997. — 156 с.
- Білик Б. В., Адамовський М. Г. Теорія самохідних лісових машин: Навч. посібник. — К.: ІЗМН, 1998. — 208 с.
- Білик Б. В., Адамовський М. Г. Проектування самохідних лісових машин: вибір параметрів, компонування і тяговий розрахунок: Навч. посібник. — Львів: Панорама, 2004. — 162 с.
- Адамовський М. Г., Бакай Б. Я. Аналіз і перспективи використання трелювальних тракторів у лісовому комплексі України // Наук. вісник: Збірник наук.-техн. праць УкрДЛТУ «Лісова інженерія: техніка, технологія, довкілля». — Львів, 2004. — Вип. 14.3. — С. 175–182.
- Adamovskyy M., Kyy V., Mahura B., Kyy A. Utilizing of the cable-skidding system (CSS) — as possibility of solving a timber extraction problem in the Ukrainian carphatians / Materiały Międzynarodowej Konferencji Naukowej «Użytkowanie maszyn rolniczych i leśnych badania naukowe i dydaktyka» 26-28.09.2012. — Zakopane, 2012. — S. 7-9.

Професор Адамовський М. Г. був науковим керівником Галузевої науково-дослідної лабораторії лісових доріг і лісотранспортних засобів МОН України і Держкомлісгоспу України, голова науково-методичної комісії з вищої освіти напрямів «Лісове і садово-паркове господарство» та «Лісозаготівлі» МОН України.